# Miúcha & Tom Jobim
Miúcha & Tom Jobim — другий спільний альбом бразильської співачки Міуші (сценічний псевдонім Елоїзи Марії Буаркі ді Олланда) та Антоніу Карлуса Жобіна, випущений 1979 року лейблом RCA Victor.
Альбом записано у Нью-Йорку і спродюсовано Алоїзіу ді Олівейра. До Miúcha & Tom Jobim увійшли раніше неоприлюднені «Falando de Amor» та «Dinheiro em Penca», створена Томом у партнерстві з поетом Какасу (Антоніу Карлус ді Бріту), аранжовані Клаусом Огерманом.
Особливу участь у створенні альбому взяв Шику Буаркі, що виконав знаменитий карнавальний марш 1956 року «Turma do Funil», адаптований ним разом із Жобімом під назвою «No Baixo Leblon», у супроводі традиційних для цього випадку інструментів: пандейру, кавакінью, тамбуріна, сурду.

## Список композицій
| Трек | Назва                              | Автори                                                                        | Тривалість |
| ---- | ---------------------------------- | ----------------------------------------------------------------------------- | ---------- |
| A1   | «Turma do Funil (No Baixo Leblon)» | Мірабо, Мілтон ді Олівейра, Ургель ді Кастру, адапт. Том Жобім та Шику Буаркі | 3:05       |
| A2   | «Triste Alegria»                   | Міуша                                                                         | 2:06       |
| A3   | «Aula de Matemática»               | Маріну Пінту, Том Жобім                                                       | 2:41       |
| A4   | «Sublime Tortura»                  | Бороро                                                                        | 3:15       |
| A5   | «Madrugada»                        | Кандіньо, Маріну Пінту                                                        | 2:33       |
| A6   | «Samba do Carioca»                 | Карлус Ліра, Вінісіус ді Морайс                                               | 2:46       |
| B1   | «Falando de Amor»                  | Том Жобім                                                                     | 2:37       |
| B2   | «Nó cego»                          | Антоніу Карлус ді Бріту, Токінью                                              | 3:42       |
| B3   | «Dinheiro em Penca»                | Антоніу Карлус ді Бріту, Том Жобім                                            | 10:25      |

## Виконавці
- Міуша, Шику Буаркі — вокал
- Антоніу Карлус Жобін — аранжування, фортепіано, вокал
- Бебель, Карлос, Крістіна, Данілу Кайммі, Нельсон Анджело, Новеллі, Олівія Хайм, Тельма Коста — бек-вокал
- Рон Картер — контрабас
- Рубенс Бассіні — перкусія
- Оскар Кастру-Невес — гітара

- Жаміль — бас (трек A1)
- Адільсон Вернек — барабани (трек A1)
- Еліу Капуччі — гітара (трек A1)
- Жуан Донату — фортепіано, аранжування (трек A1)
- Маріу Мачаду — пандейру (трек A1)
- Родріго — кавакінью (трек A1)
- Жілберту — сурду (трек A1)
- Жеральду Бонго — тамбурін (трек A1)

- Алоїзіу ді Олівейра — продюсер